# Egil Eide
Egil Næss Eide  (né le 24 août 1868 à Haugesund, et mort le 13 décembre 1946  dans cette même commune) est un acteur et réalisateur norvégien du cinéma muet.
Il est apparu dans dix-huit films entre 1913 et 1935 et a travaillé au Théâtre national entre 1899 et 1939.

## Biographie
Egil Eide est né à Haugesund d'un père armateur nommé Ludolf Eide (1821-1908) et d'une mère nommée Albertine Knagenhjelm Wiese (1834-1903). Il était l'oncle du zoologiste Albert Eide Parr. Après la fin de son enseignement secondaire, Eide a vécu aux États-Unis jusqu'à 1894, où il a passé s'est marié pour la première fois. Avant, en Norvège, il a fait son début sur les planches en 1894 au Den Nationale Scene. Il a été embauché au Cristiania Teater en 1898 et, un an plus tard, il est parti au nouveau Théâtre national où il a joué beaucoup de rôles internationalement connus comme Roméo, Othello, ou le Roi Lear.

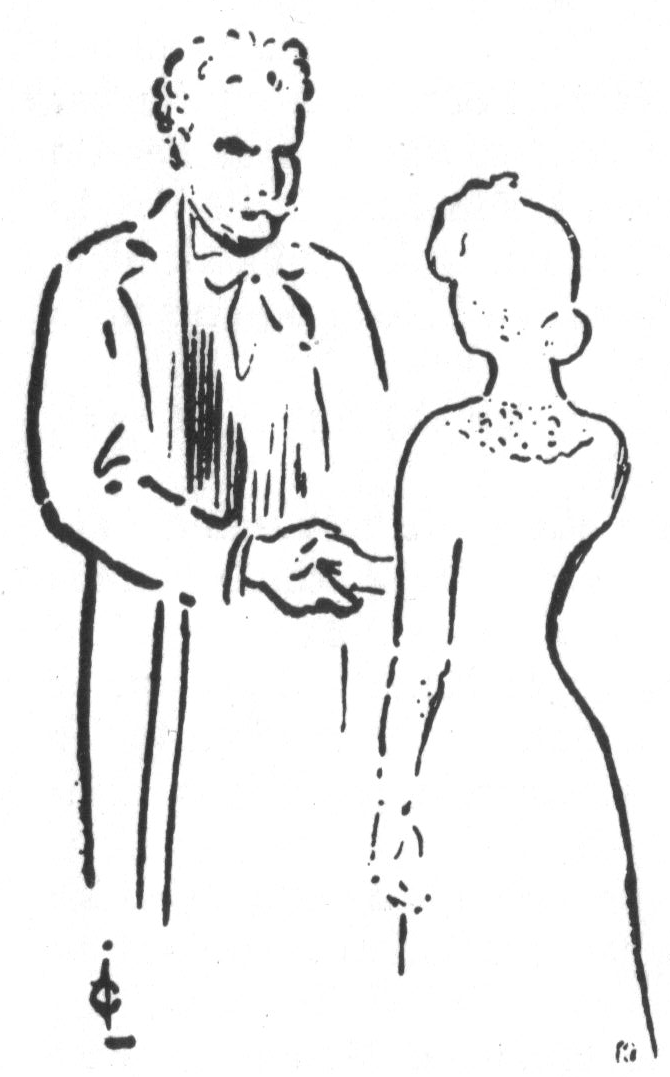
Egil Eide avec Johanne Dybwad, dans Kjærlighet til næsten, Gunnar Heiberg (1903), dessiné par Gustav Lærum.

Il a aussi joué dans des pièces composées par des auteurs norvégiens : Henrik Ibsen, Bjøsterne Bjørnson et August Strindberg. Il a obtenu ainsi la récompense du meilleur rôle principal de Norvège en 1904, pour son rôle dans Brand, une pièce de Ibsen. Brand, publiée en 1866, a d'abord été jouée en Suède.
Il a fait ses débuts dans le cinéma muet en Suède en 1913.
Aux élections du parlement norvégien, en 1927, il a été candidat pour le parti de la Légion Nationale. In 1919 he was decorated as a Knight, First Class of the Royal Norwegian Order of St. Olav. Il est mort en décembre 1946 à Haugesund.
En 1919, il a est décoré Chevalier, Première classe du l'Ordre Royal norvégien de st. Olav. Il est mort en décembre 1946 à Haugesund.

## Filmographie partielle

### Acteur
- 1914 : Le Pasteur (Prästen) de Victor Sjöström
- 1916 : Skepp som mötas de Victor Sjöström
- 1916 : Les Ailes de Mauritz Stiller
- 1919 : La Petite Fée de Solbakken (Synnöve Solbakken) de John W. Brunius
- 1920 : La Vengeance de Jacob Vindas de Mauritz Stiller